# Klaus Jarmatz
Klaus Jarmatz (* 7. Juli 1930 in Schwerin) ist ein deutscher Germanist.

## Leben
Die Sohn eines Konditors absolvierte ab 1950 die Ausbildung zum Lehrer am Institut für Lehrerbildung Güstrow. Er studierte von 1954 bis 1957 Germanistik an der HU Berlin (1964 Dr. phil.). Nach der Habilitation 1972 war er ab 1973 ordentlicher Professor am Institut für Gesellschaftswissenschaften beim ZK der SED.

## Schriften (Auswahl)
- Literatur im Exil. Berlin 1966, OCLC 1330648.
- Wirklichkeit und Poesie. Essays. Halle 1989, ISBN 3-354-00594-7.
- Heinrich Mann: Der Untertan. Frankfurt am Main 1995, ISBN 3-425-06053-8.
- Heinrich Mann in Berlin. Frankfurt (Oder) 2000, ISBN 3-9806758-4-X.

| Personendaten    | Personendaten       |
| ---------------- | ------------------- |
| NAME             | Jarmatz, Klaus      |
| KURZBESCHREIBUNG | deutscher Germanist |
| GEBURTSDATUM     | 7. Juli 1930        |
| GEBURTSORT       | Schwerin            |